# Mongol clásico
El mongol clásico fue la lengua literaria del mongol que se introdujo por primera vez poco después de 1600, cuando Ligdan Khan encomendó a su clero la tarea de traducir todo el canon budista tibetano, compuesto por el Kangyur y el Tengyur, al mongol. Este sistema de escritura se convirtió entonces en el sistema establecido utilizado para toda la literatura mongola hasta la década de 1930, cuando se introdujo el alfabeto latino mongol, que luego en 1941 fue reemplazado por el alfabeto cirílico mongol.
El mongol clásico se utilizaba anteriormente en Mongolia, China y Rusia. Es una lengua escrita estandarizada que se usó entre los siglos XVIII y XX.
El término mongol clásico a veces se refiere a cualquier documento lingüístico en escritura mongola que no sea preclásico (es decir, mongol medio en escritura mongola) ni mongol moderno.